# Сапожников Сергій Романович
Сапожников Сергій Романович (рос. Сапожников Сергей Романович; 7 березня 1932 — 28 січня 2022) — радянський, російський скрипаль і композитор. Заслужений діяч мистецтв Росії (1999).

## Біографічні відомості
Народ. 7 березня 1932 р. в Москві. Закінчив Музично-педагогічний інститут ім. Гнесіних (1957). Кандидат мистецтвознавства.
Автор чотирьох мюзиклів: «Ніжність» (по А. Барбюссу), «Дон Жуан в Єгипті» (по М. Гумільову), «Банька, встань-но» (за казкою Е. Матюшкіної), «Ярмарок» (за казкою М. Горького), п'єс для струнного квартету, тріо, вокальних творів, музики для телефільмів:
- «Весна 1929»
- «Туфлі з золотими пряжками» (1976, 2 серії, реж. Г. Юнгвальд-Хількевича, Одеська кіностудія)
- «У вільний від основної роботи час»
- (рос.)«Солдатушки — бравы ребятушки»

Автор ряду публіцистичних книг.